# Новые приключения Бэтмена
«Новые приключения Бэтмена» (англ. The New Batman Adventures, часто TNBA) — американский мультсериал, адаптация серии комиксов о Бэтмене, супергерое вселенной DC.
Сюжет сериала больше фокусируется на помощниках Бэтмена — Робине, Найтвинге и Бэтгёрл. Помимо основных персонажей в мультфильме появляются и «приглашённые звёзды»: Супергёрл, Электра, демон Этриган и Крипер, персонажи, позже получившие полноценное развитие в Лиге Справедливости и Безграничной Лиге Справедливости. События сериала идут параллельно с Superman: The Animated Series. Видеоигра 2001 года Batman Vengeance и её продолжение Batman: Rise of Sin Tzu основаны на концепции данного сериала.

## Сюжет
События происходят примерно через три года после последнего эпизода прошлого сериала. Дик Грейсон вырос и стал новым героем, именуемым Найтвинг, а новым Робином стал Тим Дрейк.
В The New Batman Adventures имеется несколько важных и ключевых для этой анимационной вселенной эпизодов. Наиболее известной серией TNBA является адаптация выпуска комикса Batman Adventures — Безумная любовь, в которой показана история Харли Квинн и её запутанные и неоднозначные взаимоотношения с Джокером. В эпизоде «Легенды Тёмного Рыцаря» трое ребятишек рассказывают истории о Бэтмене. Одна из них в духе выпусков Detective Comics 1950-х годов с гигантскими музыкальными инструментами. Другая является практически прямой цитатой из Batman: The Dark Knight Returns. Эта серия похожа на аналогичный эпизод в мультфильме Бэтмен: Рыцарь Готэма. Среди других эпизодов: «На грани», «Старые раны» (заполняет сюжетное пространство между BTAS и TNBA и объясняет превращение Дика Грейсона из Робина в Найтвинга), «Миллионы Джокера» (история, опубликованная в Detective Comics, № 180, в феврале 1952 года) и многие другие.
Вскоре после того, как Новые приключения Бэтмена стали выходить на Kids' WB, появилась и мини-серия, относящаяся к этому периоду анимационной вселенной. В пяти выпусках Хилари Бэйдер, Бо Хэмптон, Терри Ботти, Ли Логридж и Тим Харкинс раскрывают, что происходило в промежуток длиной в два года между событиями Batman: The Animated Series и The New Batman Adventures. Позднее серия была адаптирована в эпизод «Старые раны».

## Полнометражный фильм
- Бэтмен: Тайна Бэтвумен (2003) — релиз сразу на видео, фильм основан на данном сериале, но имеет несколько отличную анимацию.

## Актёры озвучивания

### Главные персонажи
- Кевин Конрой — Бэтмен / Брюс Уэйн
- Лорен Лестер — Ричард (Дик) Джон Грейсон
- Ефрем Цимбалист младший — Альфред Пенниуорт
- Тара Стронг — Бэтгёрл / Барбара Гордон
- Мэтью Валенсиа — Робин / Тимоти (Тим) Джексон Дрейк

### Второстепенные персонажи
- Боб Хастингс — комиссар Джеймс Гордон
- Роберт Костанцо — детектив Харви Буллок
- Лиэн Ширмер — детектив Рене Монтойя
- Мел Уинклер — Люциус Фокс
- Ллойд Бокнер — мэр Гамильтон Хилл
- Сьюзан Стоун — доктор Джоан Лиланд
- Иэн Бьюкэнэн — Коннор
- Стивен Вебер — депутат Джей Кэрролл Коркоран
- Мэрилу Хеннер — Вероника Вриланд
- Джейн Уидлин — Миранда Кейн
- Карла ДеВито — певица Кэссиди
- Франческа Смит — девочка Энни
- Джефф Беннетт — Джек Райдер / Крипер
- Билли Зейн — Джейсон Блад / Демон Этриган
- Николь Том — Кара Кент / Супергёрл
- Гэри Оуэнс — Бэтмен 1950-х
- Брайан Сиддэлл — Робин 1950-х
- Майкл Айронсайд — Бэтмен 1980-х
- Энди Макэфи — Керри Келли
- Пол Дини — бармен
- Брюс Тимм, Глен Мураками, Шейн Глайнз — поющая компания в баре
- Джоди Баскервиль — телеведущая

### Злодеи
- Марк Хэмилл — Джокер
- Арлин Соркин — Доктор Харлин Квинзел / Харли Квинн
- Пол Уильямс — Освальд Кобблпот / Пингвин
- Эдриенн Барбо — Селина Кайл / Женщина-кошка
- Джон Гловер — Эдвард Нигма / Загадочник
- Ричард Молл — Харви Дент / Двуликий
- Майкл Ансара — Доктор Виктор Фриз / Мистер Фриз
- Джеффри Комбс — Доктор Джонатан Крейн / Пугало
- Диана Першинг — Доктор Памела Айсли / Ядовитый Плющ
- Брукс Гарднер — Уэйлон Джонс / Убийца Крок
- Родди Макдауэлл — Джервис Тетч / Безумный Шляпник
- Рон Перлман — Мэтт Хэйген / Глиноликий
- Джордж Дзундза — Арнольд Вескер / Чревовещатель
- Таунсенд Коулмэн — Магси
- Эрл Боэн — «Носорог»
- Ларейн Ньюман — Мэри Даль / Малышка Долл
- Генри Сильва — Бэйн
- Сила Уорд — Пейдж Монро / Календарная девушка
- Сэл Лопес — Энрике эль Ганчо / Крюк
- Питер Брек — фермер Браун
- Дина Шерман — Эммилу Браун
- Марк Ролстон — Гарфилд Линнс / Светлячок
- Малачи Трон — Судья
- Стефен Вульф Смит — Клэрион Молодой Колдун
- Лори Петти — Лесли Уиллис / Электра
- Чарити Джеймс — Роксана Саттон / Рокси-Ракета
- Линда Хэмилтон — Сьюзан Магуайр
- Скотт Клевердон — Томас Блейк
- Майкл Маккин — Джокер 1950-х
- Кевин Майкл Ричардсон — Лидер мутантов

## Выпуск на DVD
| Название DVD                           | Ep # | Дата выхода    | Дополнительная информация |
| -------------------------------------- | ---- | -------------- | --- |
| Batman: The Animated Series - Volume 4 | 24   | 6 декабря 2005 | - Авторские комментарии эпизодов «Over the Edge», «Critters» и «Legends of the Dark Knight» (Пол Дини, Глен Мураками, Брюс Тимм, Дэн Риба, Джеймс Такер) - Аркхэм: Галерея преступников - Все 24 эпизода The New Batman Adventures на 4-х дисках |

## Видеоигры
Существует четыре игры, основанные на анимационной вселенной DC и The New Batman Adventures.
- Batman Vengeance, видеоигра от Ubisoft, в которой присутствуют Джокер, Харли Квинн, Мистер Фриз и Ядовитый Плющ.
- Batman: Rise of Sin Tzu, вторая игра. Здесь появляется новый злодей, созданный специально для игры — Шин Цу.
- Batman: Chaos in Gotham, платформер для Gameboy Color.
- Batman: Gotham City Racer, игра-гонки.

## Награды
- 1998 — премия Энни за «выдающееся достижение в области дневных анимационных телевизионных программ» (The New Batman/Superman Adventures)[2].
- 1998 — дневная премия «Эмми» за «выдающуюся специальную анимационную программу».
- 1999 — премия Энни за «выдающееся индивидуальное достижение в области производства анимационных телепрограмм» (Глен Мураками, эпизод «Легенды о Тёмном Рыцаре»)[3][4].
- 1999 — дневная премия «Эмми» за «выдающееся сведение» (Том Мэйдек, Роберт Харгривс, Патрик Родман, Джон Хигедс).